# Hannoverscher Sportverein von 1896 1937-1938
Questa voce raccoglie le informazioni riguardanti l'Hannoverscher Sportverein von 1896 nelle competizioni ufficiali della stagione 1937-1938.

## Stagione
Il 1938 è l'anno del primo titolo nazionale conquistato dai Roten. Per la seconda volta (la prima era stata nel 1935), l'Hannover 96 vinse la Gauliga-Niedersachsen: il successo avvenne grazie alla migliore differenza reti rispetto all'Osnabrück, dopo che le due rivali avevano concluso entrambe con 28 punti, uno solo in più rispetto al Werder Brema, terzo.
La squadra di Hannover, allenata da Robert Fuchs, ebbe così diritto a partecipare alla fase finale, dove fu inserita nel Gruppo D: a sorpresa, fu percorso netto per i Roten che, trascinati da Lay e Pöhler, arrivarono all'ultima gara del girone con 2 punti di vantaggio sul Norimberga, sconfitto in Bassa Sassonia (2-1) e costretto a battere l'Hannover con almeno due reti di scarto nel match decisivo del Städtisches Stadion. Il Norimberga passò in vantaggio, ma il 96 riuscì a vincere in rimonta e finì così il girone a punteggio pieno qualificandosi per la semifinale. A Dresda, Hannover e Amburgo si affrontarono in un match memorabile per avere un posto in finale. L'Amburgo, in vantaggio di due reti all'intervallo, si fece raggiungere sul 2-2 a un quarto d'ora dal termine e, nei supplementari, Malecki firmò la rete decisiva per l'Hannover.
Per la prima volta una formazione della Bassa Sassonia raggiunse la finale scudetto: l'Hannover il 26 giugno si trovò di fronte i campioni in carica dello Schalke 04, già vincitori di 3 titoli nazionali. La squadra di Gelsenkirchen, favoritissima, dominò il primo tempo e al 75' conduceva per 3-1, ma i calciatori dell'Hannover non si smarrirono e riuscirono a rimediare pareggiando a 3' dal fischio finale. Nei supplementari lo Schalke provò a vincere, ma la difesa di Fuchs resistette fino al 120' e la gara terminò in parità.
La finale fu ripetuta una settimana dopo e il risultato dei tempi regolamentari fu lo stesso del primo incontro: 3-3, con l'Hannover che questa volta era andato per primo in vantaggio, ma poi fu rimontato e costretto di nuovo a rincorrere lo Schalke e di nuovo all'87' acciuffò il pari con un rigore trasformato da Jakobs. Davanti a oltre 94000 spettatori, al 117' Erich Meng segnò il gol storico che permise all'Hannover di superare lo Schalke per 4-3 e conquistare il primo scudetto della sua storia.

## Rosa
| N. |                     | Ruolo | Calciatore      |
| -- | ------------------- | ----- | --------------- |
|    | Germania (bandiera) | P     | Eli             |
|    | Germania (bandiera) | P     | Ludwig Pritzer  |
|    | Germania (bandiera) | D     | Willi Petzold   |
|    | Germania (bandiera) | D     | Albert Reckel   |
|    | Germania (bandiera) | C     | Fritz Deike     |
|    | Germania (bandiera) | C     | Johannes Jakobs |
|    | Germania (bandiera) | C     | Edmund Malecki  |

| N. |                     | Ruolo | Calciatore     |
| -- | ------------------- | ----- | -------------- |
|    | Germania (bandiera) | C     | Ludwig Männer  |
|    | Germania (bandiera) | C     | Ludwig Pöhler  |
|    | Germania (bandiera) | C     | Helmut Sievert |
|    | Germania (bandiera) | A     | Peter Lay      |
|    | Germania (bandiera) | A     | Erich Meng     |
|    | Germania (bandiera) | A     | Richard Meng   |
|    | Germania (bandiera) | A     | Fritz Wente    |

## Risultati

### Fase Finale Campionato

#### Gruppo D
| Arbitro: | Hermann Tölke |

|            |           |  |
| Pöhler 70’ | Marcatori |  |

| Arbitro: | Raspa |

|                     |           |             |
| Malecki 77’ Lay 85’ | Marcatori | 47’ Friedel |

| Arbitro: | Scholtz |

|             |           |                              |
| Hartung 34’ | Marcatori | 13’ Wente 49’ Lay 57’ Pöhler |

| Aquisgrana 30 aprile 1938 4ª giornata                         | Alemannia Aquisgrana | 1 – 2             | Hannover 96 | Tivoli (6000 spett.) |
| \| \| \| \| \| Lande 26’ \| Marcatori \| 23’ Wente 44’ Lay \| |                      |                   |             |                      |
|                                                               |                      |                   |             |                      |
| Lande 26’                                                     | Marcatori            | 23’ Wente 44’ Lay |             |                      |

| Arbitro: | Wingefeld |

|                                                 |           |           |
| Jakobs 10’ 72’ Pöhler 18’ 87’ Meng 66’ Meng 85’ | Marcatori | 76’ Lande |

| Arbitro: | Ehlen Beck |

|             |           |                      |
| Schmitt 20’ | Marcatori | 26’ Malecki 81’ Meng |

#### Semifinale
| Arbitro: | Raspel |

|                          |           |                           |
| Lay 34’ 74’ Malecki 100’ | Marcatori | 20’ Höffmann 23’ Sikorski |

#### Finale
| Arbitro: | Peters |

|                                       |           |                                       |
| Meng 47’ Gellesch (aut.) 76’ Meng 87’ | Marcatori | 29’ (rig.) 67’ Poertgen 35’ Kalwitzki |

| Arbitro: | Hans Grabler |

|                                             |           |                            |
| Lay 9’ Meng 71’ Jakobs 87’ (rig.) Meng 117’ | Marcatori | 25’ 69’ Kuzorra 73’ Szepan |